# Бензиновая электростанция

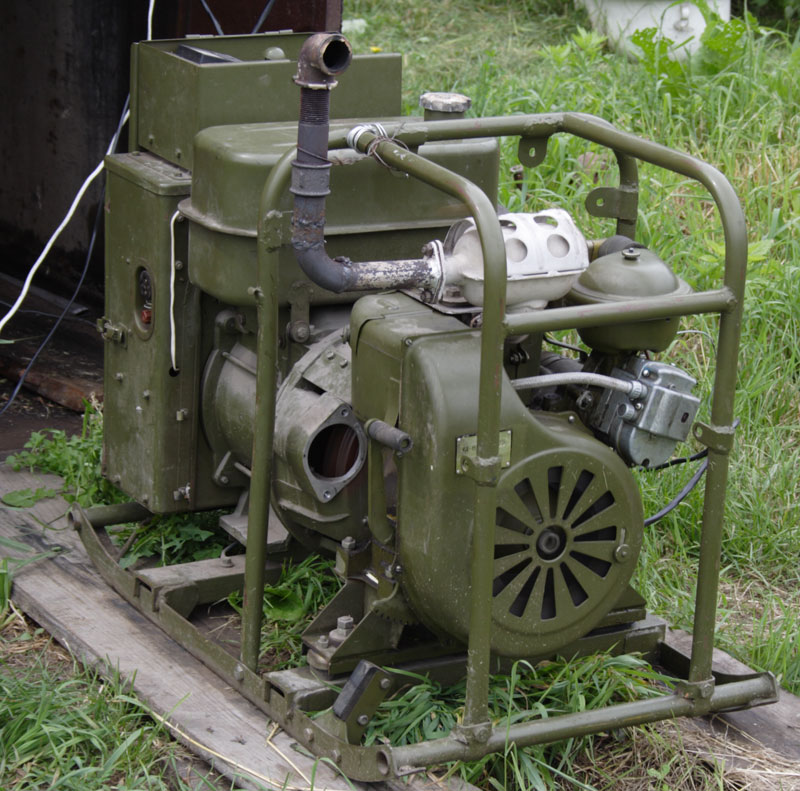
Бензиновый электроагрегат АБ-2-Т/230-М3 с двигателем УД-15Г

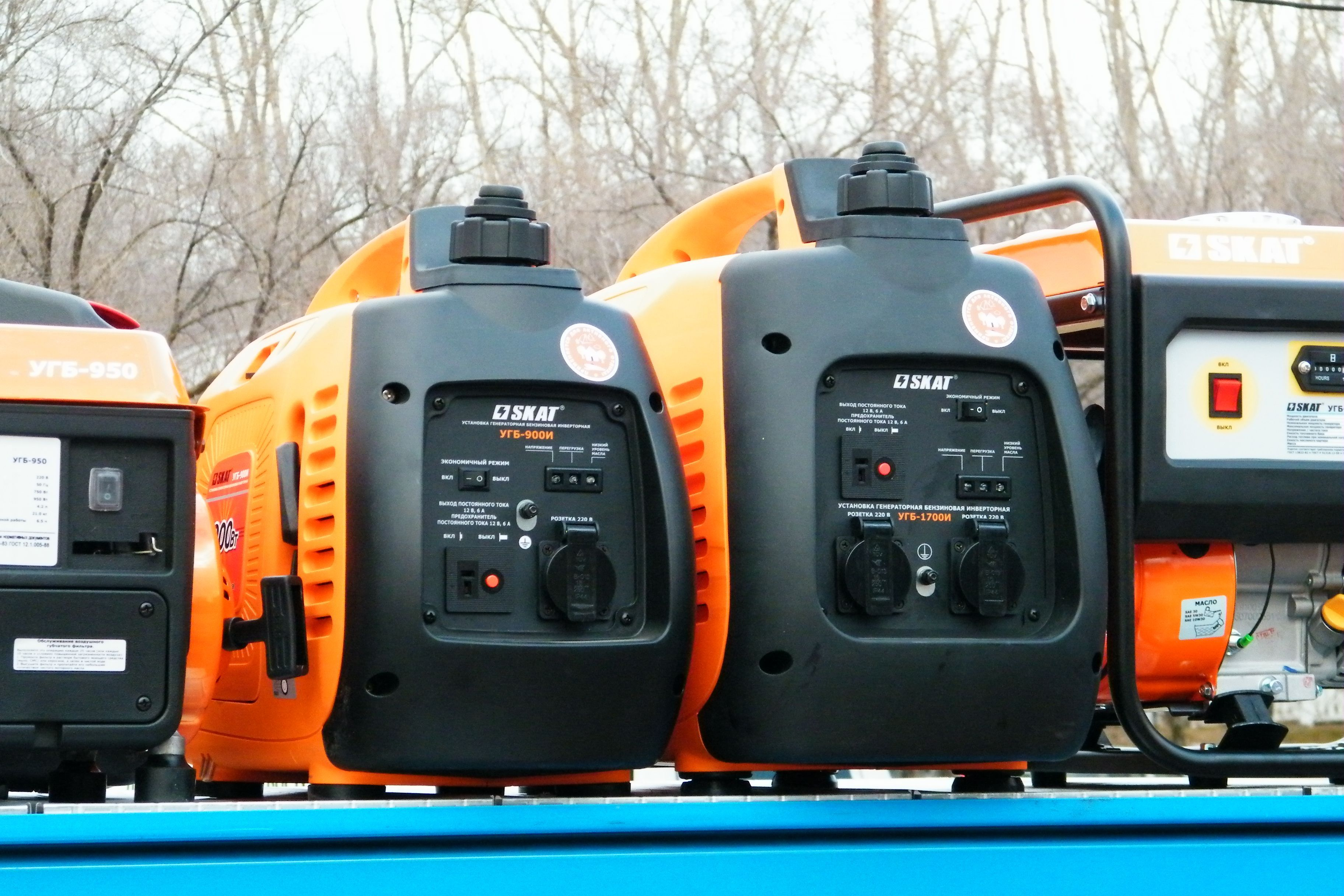
Установки генераторные бензиновые инверторные: слева — мощностью 900 Вт, справа — мощностью 1700 Вт.

Бензи́новые электроста́нции — компактные автономные силовые установки для производства электрической энергии. Используются в качестве основного или резервного источника электроснабжения. В первой половине XX века бензиновая электростанция входила в состав большинства кинопередвижек, позволяя демонстрировать фильмы в местностях, лишённых электроснабжения или с маломощной сетью. Виды генераторов:
- инверторные портативные бензиновые генераторы мощностью до 1 кВт — могут выполняться в виде небольшого чемоданчика, удобного для домашнего использования или при транспортировке, используются при малой интенсивности потребления электроэнергии в домашних или загородных условиях, зачастую оснащаются двухтактными двигателями.
- инверторные бензиновые генераторы мощностью до 6 кВт — могут выполняться в виде моноблока с колёсиками для удобства в транспортировке или вмонтированные в раму, используются при средней интенсивности энергопотребления и как резервные источники при недолговременных перебоях в электроснабжении. Имеют как правило четырехтактные двигатели;
- бензиновые генераторы мощностью 10 кВт — для интенсивной эксплуатации в профессиональных целях, например в промышленности или при строительстве.

В качестве основного элемента при производстве бензиновых электростанций используются бензиновые двигатели. В СССР бензиновые электростанции выполнялись на базе агрегатов бензиноэлектрических типа АБ. Для питания кинопередвижек выпускались генераторы на основе маломощных карбюраторных двигателей Л-3, Л-3/2 и В-3.
В настоящее время широко распространены бензогенераторы с двигателями таких производителей, как A-iPower, Honda, Matari, Geko, Eisemann, SDMO, GMGen Power Systems, Gesan,  и др.

## Миниэлектростанции
Миниэлектростанции используются при наличии потребности в источнике электроснабжения небольшой мощности. Благодаря относительно небольшому весу и габаритам миниэлектростанции мощностью до 5 кВА достаточно мобильны и позволяют легко переносить их с места на место, при этом возможна и стационарная установка.
Миниэлектростанции на базе бензиновых двигателей называют бензогенераторы или бензиновые электростанции. Мощность бензогенератора обычно не превышает 20 кВА, получение больших мощностей теряет экономическую целесообразность из-за более низкого ресурса и высокой стоимости топлива, относительно дизельных электростанций.
В бензогенераторах используются двухтактные или четырёхтактные бензиновые двигатели внутреннего сгорания воздушного охлаждения с частотой вращения 3000 об/мин (иногда и 6000 об/мин) . Также двигатели бывают с верхним или нижним расположением клапанов. Повышенной надежностью обладают четырехтактные двигатели с верхним расположением клапанов, частотой вращения коленвала 1500 об/мин и жидкостным охлаждением двигателя (масло, тосол или антифриз). Моторесурс таких станций может достигать 30.000 моточасов (до капитального ремонта двигателя).
Генераторные установки, снабжённые электрическим стартером, возможно также оборудовать различными устройствами автоматического запуска и слежения.

## Контейнерные электростанции
Для уличной установки бензиновых генераторов осуществляют доработку шумопоглощающих кожухов, обеспечивают подогрев жизненно важных систем бензиновых генераторов, а также изготовляют специальные контейнеры, внутреннее пространство которых полностью отвечает всем требованиям к помещению для установки бензиновой электростанции. Существующие типовые решения для изготовления контейнерных электростанций, а также возможность удовлетворения индивидуальных требований позволяют изготовить контейнер для практически любой генераторной установки.
Контейнеры делятся на:
- микроконтейнеры с мощностью генераторной установки до 15 кВа;
- миниконтейнеры с мощностью генераторной установки до 200 кВа;
- полноразмерные контейнеры, исполняемые на базе морских контейнеров 10-40 футов.

Бензиновая электростанция, смонтированная в контейнере «Север», может использоваться в суровых погодных условиях, при температуре воздуха до −30 °C, и до −60 °C при наличии специальных систем подогрева. Также возможно антивандальное исполнение контейнерной генераторной установки.